# Ветасківін № 10
Графство Ветасківін № 10 (англ. Wetaskiwin County No. 10) — муніципальний район в Канаді, у провінції Альберта.

## Населення
За даними перепису 2016 року, муніципальний район нараховував 11181 жителя, показавши зростання на 2,9%, порівняно з 2011-м роком. Середня густина населення становила 3,6 осіб/км².
З офіційних мов обидвома одночасно володіли 290 жителів, тільки англійською — 10 845, а 20 — жодною з них. Усього 865 осіб вважали рідною мовою не одну з офіційних, з них 25 — одну з корінних мов, а 40 — українську.
Працездатне населення становило 67,8% усього населення, рівень безробіття — 9,2% (11,6% серед чоловіків та 6,1% серед жінок). 71,4% були найманими працівниками, 27,8% — самозайнятими.
Середній дохід на особу становив $54 556 (медіана $35 978), при цьому для чоловіків — $67 539, а для жінок $40 488 (медіани — $48 093 та $26 280 відповідно).
31,2% мешканців мали закінчену шкільну освіту, не мали закінченої шкільної освіти — 22%, 46,8% мали післяшкільну освіту, з яких 19,8% мали диплом бакалавра, або вищий, 15 осіб мали вчений ступінь.
| Статево-вікова структура населення | Статево-вікова структура населення | Статево-вікова структура населення | Статево-вікова структура населення | Статево-вікова структура населення |
| ---------------------------------- | ---------------------------------- | ---------------------------------- | ---------------------------------- | ---------------------------------- |
|                                    |                                    |                                    |                                    |                                    |
| Всього                             | Всього                             | 51,9%48,1%                         |                                    |                                    |
| 0 — 14 років                       | 0 — 14 років                       |                                    | 17,1%                              | 17,1%                              |
| 15 — 64 років                      | 15 — 64 років                      |                                    | 64,1%                              | 64,1%                              |
| 65 і більше                        | 65 і більше                        |                                    | 18,8%                              | 18,8%                              |
| 85 і більше                        | 85 і більше                        |                                    | 1%                                 | 1%                                 |
| Середній вік (років)               | Середній вік (років)               | 43,442,5                           | 43,0                               | 43,0                               |
| Медіана (років)                    | Медіана (років)                    | 47,346,7                           | 47,0                               | 47,0                               |
| — чоловіки — жінки                 |                                    |                                    |                                    |                                    |

| Походження мешканців:     | Походження мешканців:     | Походження мешканців: | Походження мешканців: | Походження мешканців: |
| ------------------------- | ------------------------- | --------------------- | --------------------- | --------------------- |
| Походження                |                           |                       | осіб                  | %                     |
| Корінні американці        | Корінні американці        |                       | 730                   | 6.67%                 |
| Інше північноамериканське | Інше північноамериканське |                       | 3 170                 | 28.96%                |
| Європейське               | Європейське               |                       | 9 230                 | 84.33%                |
| британське                | британське                |                       | 5 145                 | 47.01%                |
| французьке                | французьке                |                       | 1 215                 | 11.1%                 |
| українське                | українське                |                       | 1 070                 | 9.78%                 |
| Карибське                 | Карибське                 |                       | 10                    | 0.09%                 |
| Латинськоамериканське     | Латинськоамериканське     |                       | 75                    | 0.69%                 |
| Африканське               | Африканське               |                       | 20                    | 0.18%                 |
| Азійське                  | Азійське                  |                       | 205                   | 1.87%                 |

| Зайнятість населення за галузями (за класифікацією NOC): | Зайнятість населення за галузями (за класифікацією NOC): | Зайнятість населення за галузями (за класифікацією NOC): | Зайнятість населення за галузями (за класифікацією NOC): | Зайнятість населення за галузями (за класифікацією NOC): |
| -------------------------------------------------------- | -------------------------------------------------------- | -------------------------------------------------------- | -------------------------------------------------------- | -------------------------------------------------------- |
|                                                          |                                                          |                                                          |                                                          |                                                          |
| Управління                                               | Управління                                               |                                                          | 19,4%                                                    | 19,4%                                                    |
| Бізнес, фінанси та адміністрування                       | Бізнес, фінанси та адміністрування                       |                                                          | 12,5%                                                    | 12,5%                                                    |
| Природничі та прикладні науки                            | Природничі та прикладні науки                            |                                                          | 3,5%                                                     | 3,5%                                                     |
| Охорона здоров'я                                         | Охорона здоров'я                                         |                                                          | 5,3%                                                     | 5,3%                                                     |
| Освіта, правозахист, муніципальні та урядові служби      | Освіта, правозахист, муніципальні та урядові служби      |                                                          | 7,6%                                                     | 7,6%                                                     |
| Мистецтво, культура, відпочинок та спорт                 | Мистецтво, культура, відпочинок та спорт                 |                                                          | 1,5%                                                     | 1,5%                                                     |
| Роздрібна торгівля та послуги                            | Роздрібна торгівля та послуги                            |                                                          | 16,4%                                                    | 16,4%                                                    |
| Гуртова торгівля, транспорт та обладнання                | Гуртова торгівля, транспорт та обладнання                |                                                          | 22,6%                                                    | 22,6%                                                    |
| Природні ресурси, сільське господарство                  | Природні ресурси, сільське господарство                  |                                                          | 8,1%                                                     | 8,1%                                                     |
| Виробництво                                              | Виробництво                                              |                                                          | 3,2%                                                     | 3,2%                                                     |

## Населені пункти
До складу муніципального району входять місто Ветаскивин (Альберта), містечко Міллет, літні села Арджентія-Біч, Ґрандв'ю, Поплар-Бей, Крістал-Спрінґс, Норріс-Біч, Ма-Ме-О-Біч, Сілвер-Біч, індіанські резервації Ермінескін 138, Піджен-Лейк 138A, Луїс-Бул 138B, а також хутори, інші малі населені пункти та розосереджені поселення.

## Клімат
Середня річна температура становить 2,7°C, середня максимальна – 21,4°C, а середня мінімальна – -19,7°C. Середня річна кількість опадів – 491 мм.
| Клімат поселення                              | Клімат поселення | Клімат поселення | Клімат поселення | Клімат поселення | Клімат поселення | Клімат поселення | Клімат поселення | Клімат поселення | Клімат поселення | Клімат поселення | Клімат поселення | Клімат поселення | Клімат поселення |
| Показник                                      | Січ.             | Лют.             | Бер.             | Квіт.            | Трав.            | Черв.            | Лип.             | Серп.            | Вер.             | Жовт.            | Лист.            | Груд.            |                  |
| Середній максимум, °C                         | −6,7             | −3,32            | 1,93             | 10,50            | 16,70            | 20,82            | 21,35            | 20,70            | 15,52            | 10,10            | 0,42             | −5,73            |                  |
| Середня температура, °C                       | −13,23           | −9,83            | −4,59            | 4,00             | 10,20            | 14,30            | 16,16            | 15,51            | 10,33            | 4,90             | −4,77            | −10,92           |                  |
| Середній мінімум, °C                          | −19,74           | −16,34           | −11,1            | −2,52            | 3,67             | 7,78             | 10,96            | 10,31            | 5,15             | −0,28            | −9,98            | −16,11           |                  |
| Норма опадів, мм                              | 24               | 16               | 23               | 31               | 52               | 81               | 99               | 62               | 44               | 23               | 20               | 16               |                  |
| Середньомісячна швидкість вітру, м/с          | 3.30             | 3.30             | 3.48             | 3.70             | 3.80             | 3.40             | 3.10             | 2.90             | 3.20             | 3.40             | 3.40             | 3.40             |                  |
| Середньомісячна сонячна радіація, кДж/м²·день | 3643             | 7171             | 12305            | 17248            | 20557            | 21958            | 22419            | 18838            | 12896            | 7708             | 3946             | 2666             |                  |
| --------------------------------------------- | ---------------- | ---------------- | ---------------- | ---------------- | ---------------- | ---------------- | ---------------- | ---------------- | ---------------- | ---------------- | ---------------- | ---------------- | ---------------- |
| Джерело:                                      |                  |                  |                  |                  |                  |                  |                  |                  |                  |                  |                  |                  |                  |